# M&T 뱅크 스타디움
M&T 뱅크 스타디움(M&T Bank Stadium)은 미국 메릴랜드주 볼티모어에 있는 다목적 미식축구 경기장이다. NFL 볼티모어 레이븐스의 홈구장이다. 캠던 야즈 오리올 파크와 인접해 있다.
개장 당시 이름은 레이븐스 스타디움 앳 캠던 야즈였으나, PSI넷이 1999년 명명권을 획득해 PSI넷 스타디움으로 이름을 바꾸었으나 2002년 파산해 레이븐스 스타디움으로 되돌아갔다가 2003년 현재의 이름으로 바뀌었다.
2009년 7월 24일 첼시와 AC 밀란의 경기가 열렸고 최초로 표가 매진됐다.